# Amblyotrypauchen arctocephalus
 Amblyotrypauchen arctocephalus  es una especie de peces de la familia de los Gobiidae en el orden de los Perciformes.

## Hábitat
Es un pez de mar y de Clima tropical y demersal que vive entre 37-92 m de profundidad.

## Distribución geográfica
Se encuentra en la India y en el Mar de la China Meridional. 

## Observaciones
Es inofensivo para los humanos. 